# Christopher Reinhardt (Schauspieler)
Christopher Reinhardt, auch Marian Christopher Reinhardt, (* 19. Dezember 1989 in Berlin) ist ein deutscher Schauspieler.

## Leben
Christopher Reinhardt stand als Kinder- und Jugenddarsteller bereits seit seinem 12. Lebensjahr vor der Kamera. Nach seinem Abitur begann er zunächst ein Physikstudium an der TU Berlin, entschied sich dann jedoch für die Schauspielerei. Von 2012 bis 2016 absolvierte er sein Schauspielstudium an der Hochschule für Film und Fernsehen „Konrad Wolf“ in Potsdam-Babelsberg. 2016 machte er sein Diplom als „Staatlich anerkannter Schauspieler“, im September 2017 folgte der Bachelor of Arts im Fach Schauspiel.
Während seiner Ausbildung hatte er erste Theaterengagements am Ballhaus Rixdorf (2014), am Hans Otto Theater in Potsdam (Spielzeit 2014/15, als Gymnasiast Ernst Röbel in Frühlings Erwachen, Regie: Andreas Rehschuh), beim Seefestival Wustrau (2015) und beim Hebbel am Ufer Berlin (2016). 2016 gastierte er bei der „Bad Pyrmonter Theatercompany“ als Lysander in der Shakespeare-Komödie Ein Sommernachtstraum. In der Spielzeit 2016/17 war er als Ensemblemitglied an den Wuppertaler Bühnen engagiert. Dort trat er unter anderem als Schlosser und Hausmeister Jegor in Kinder der Sonne (Regie: Helene Vogel) und als Blechmann im Kinder- und Musikstück Der Zauberer von Oz (Regie: Peter Raffalt) auf.
Reinhardt hatte zahlreiche Haupt- und Nebenrollen in deutschen Fernsehfilmen, Fernsehserien, und auch in einigen Kinoproduktionen. 
In dem Fernsehfilm Am Kreuzweg (2011) verkörperte er, an der Seite von Harald Krassnitzer, den jungen Georg Wagner, der das Priesterseminar besuchen will, und erfährt, dass er das Kind eines Priesters ist, der das Zölibat gebrochen hat. Im Polizeiruf 110: Laufsteg in den Tod (Erstausstrahlung: März 2013) war er der junge Martin Wulkesch, der alles versucht, um zu verhindern, dass seine Freundin als Model ihren Körper verkauft. 
Episodenrollen hatte er u. a. in den Fernsehserien Großstadtrevier (2011, als junger werdender Vater, der ein Mädchen aus einer verfeindeten Familie liebt), SOKO Wismar (2012, als tatverdächtiger Industriekletterer Sascha Körner), Der Kriminalist (2013, als Auszubildender in einem Berufsbildungszentrum für straffällig gewordene Jugendliche, der zum Täter wird), In aller Freundschaft (2013, an der Seite von Marion Kracht als an CADASIL erkrankter Sohn, der sich aus den Fesseln seiner Mutter befreien will), sowie in SOKO Leipzig (2014), Unter Gaunern (2015) und Die Spezialisten – Im Namen der Opfer (2016). 
In der ZDF-Krimireihe Ein starkes Team (2018) spielte Reinhardt in einer Nebenrolle den jungen Patrick Heise, der für das Catering bei einem Foto-Shooting verantwortlich ist, bei dem seine Ex-Freundin, ein junges Model, vergiftet wird. In der 21. Staffel der ARD-Fernsehserie In aller Freundschaft (2018) übernahm er, an der Seite von Pegah Ferydoni, eine Episodenhauptrolle als junger Mitarbeiter einer Werbeagentur, der seine verheiratete Chefin liebt. Weitere Episodenrollen hatte er in den TV-Serien Familie Dr. Kleist (2018) und WaPo Bodensee (2019), die auf Das Erste ausgestrahlt wurden.
Von März bis November 2020 (Folge 3345–3485) verkörperte Reinhardt die Rolle des Steffen Baumgartner in der ARD-Telenovela Sturm der Liebe.
2016 wirkte er als Darsteller außerdem in dem Musikvideo zu dem Song Shed a Light des deutschen DJs Robin Schulz und des französischen DJs David Guetta in Kooperation mit dem US-amerikanischen House-Trio Cheat Codes mit. 
Reinhardt ist auch als Synchronschauspieler, Sprecher und Moderator tätig. Er ist Mitglied im Bundesverband Schauspiel und lebt in Berlin.

## Filmografie (Auswahl)
- 2004: Häschen in der Grube (Kurzfilm)
- 2005: Krimi.de (Fernsehserie, zwei Folgen)
- 2006: Mr. Nanny – Ein Mann für Mama (Fernsehfilm)
- 2006: In aller Freundschaft: Verpasste Zeit (Fernsehserie, eine Folge)
- 2007: Ein Teufel für Familie Engel (Fernsehfilm)
- 2007: Der Mustervater 2 – Opa allein zu Haus (Fernsehfilm)
- 2007; 2012: SOKO Wismar (Fernsehserie, zwei Folgen)
- 2011: Am Kreuzweg (Fernsehfilm)
- 2011: Großstadtrevier: Die Freibeuterin (Fernsehserie, eine Folge)
- 2013: Polizeiruf 110: Laufsteg in den Tod (Fernsehreihe)
- 2013: Der Kriminalist: Bettelflug (Fernsehserie, eine Folge)
- 2013: In aller Freundschaft: Süßer die Glocken nie klingen (Fernsehserie, eine Folge)
- 2014: SOKO Leipzig: Was nicht sein darf (Fernsehserie, eine Folge)
- 2014: Gute Zeiten, schlechte Zeiten (Fernsehserie)
- 2015: Unter Gaunern: Der große Liebe (Fernsehserie, eine Folge)
- 2016: Die Spezialisten – Im Namen der Opfer: Totenkopf (Fernsehserie, eine Folge)
- 2016: L’origine de la violence (Kinofilm)
- 2017: Ein Kind wird gesucht (Fernsehfilm)
- 2018: Ein starkes Team: Preis der Schönheit (Fernsehreihe)
- 2018: In aller Freundschaft: Panzerherz (Fernsehserie, eine Folge)
- 2018: Familie Dr. Kleist: Ein rabenschwarzer Tag (Fernsehserie, eine Folge)
- 2019: WaPo Bodensee: Skrupellos (Fernsehserie, eine Folge)
- 2020: Sturm der Liebe (Fernsehserie, Folgen: 3345–3485)